# 西郷四郎
西郷 四郎（さいごう しろう、1866年3月20日（慶応2年2月4日） - 1922年（大正11年）12月22日）は、日本の柔道家、弓道・泳法指導者。講道館四天王の一人。富田常雄の小説『姿三四郎』のモデル。

## 来歴

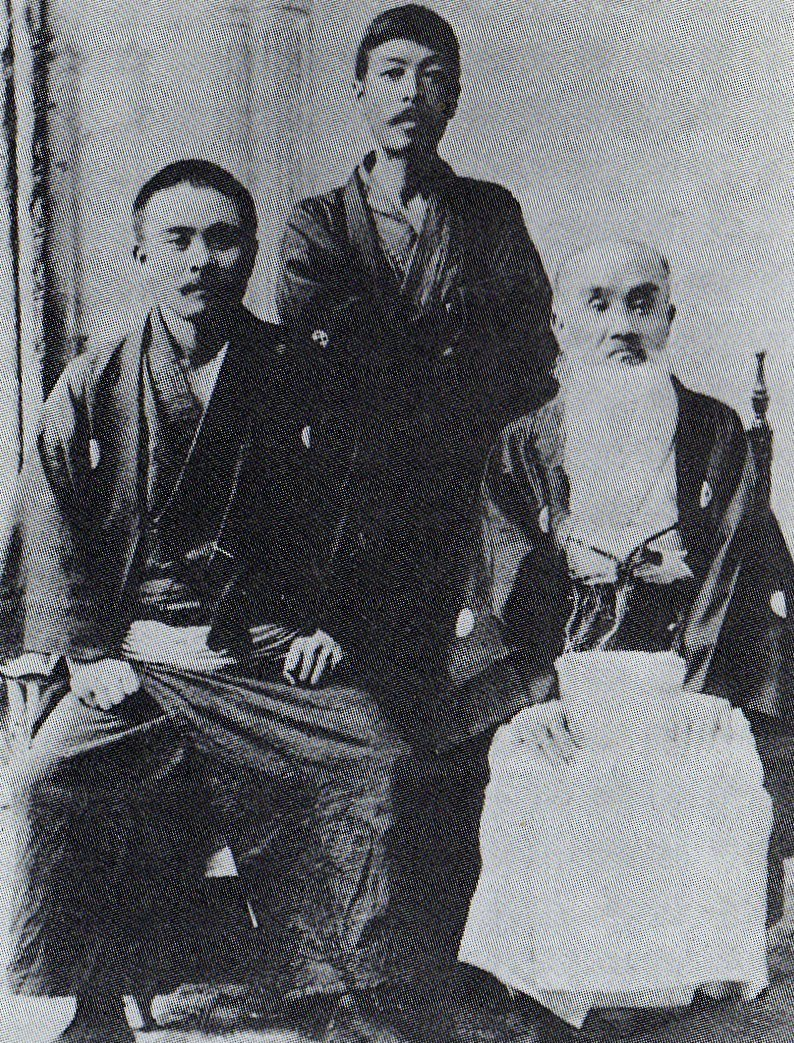
前列左西郷四郎、右西郷頼母

会津藩士・志田貞二郎の三男として若松に生まれた。3歳のときに戊辰戦争を逃れるため家族で津川（後の新潟県阿賀町）に移住。16歳の時、元会津藩家老・西郷頼母の養子となり、福島県伊達郡石田村（後の伊達市）の霊山神社に宮司として奉職する頼母に育てられた。
1882年（明治15年）に上京し、当時は陸軍士官学校の予備校であった成城学校（新宿区原町）に入学した。天神真楊流柔術の井上敬太郎道場で学んでいる間に、同流出身の柔道家・嘉納治五郎に素質を見いだされて、同年8月20日、講道館へ移籍する。1883年（明治16年）に初段を取得した。
1886年（明治19年）の警視庁武術大会で講道館柔道が柔術諸派に勝利したことにより、講道館柔道が警視庁の正課科目として採用され、柔道の発展の起点となった。四郎はこの試合で戸塚派揚心流の好地圓太郎（同流の照島太郎とする文献もあり）を特技「山嵐」で破り、柔道界の奇傑として有名になった。
1889年（明治22年）、嘉納治五郎が海外視察に行く際に後事を託され、講道館の師範代となったが、治五郎が洋行中の1890年（明治23年）、『支那渡航意見書』を残し講道館を出奔。四郎は「一介の柔道家で終わりたくない」語っていた。大陸運動家で四郎に鈴木天眼を紹介した甥の井深彦三郎、養父保科近悳の影響で大陸飛翔の夢を抱く。以前から交流のあった宮崎滔天とともに大陸運動に身を投じる。
1902年（明治35年）、鈴木天眼が長崎で『東洋日の出新聞』を創刊すると、同新聞の編集長を務める傍ら、長崎で柔道、弓道を指導した。また、長崎游泳協会の創設に鈴木天眼とともに関わり、同協会の監督として日本泳法を指導している。
1920年（大正9年）から、病気療養のため広島県尾道に移り、尾道久保町浄土寺脇の吉祥坊に起居。1922年（大正11年）12月22日、尾道で死去。死去の報に接した治五郎は"その得意の技においては幾方の門下未だその右に出たる者なし"と哀悼、講道館から六段を追贈され、その功を表した。
墓は長崎市鍛冶屋町の大光寺にあり、同市上西山町にある諏訪体育館の前に「西郷四郎先生顕彰之碑」が建てられている。

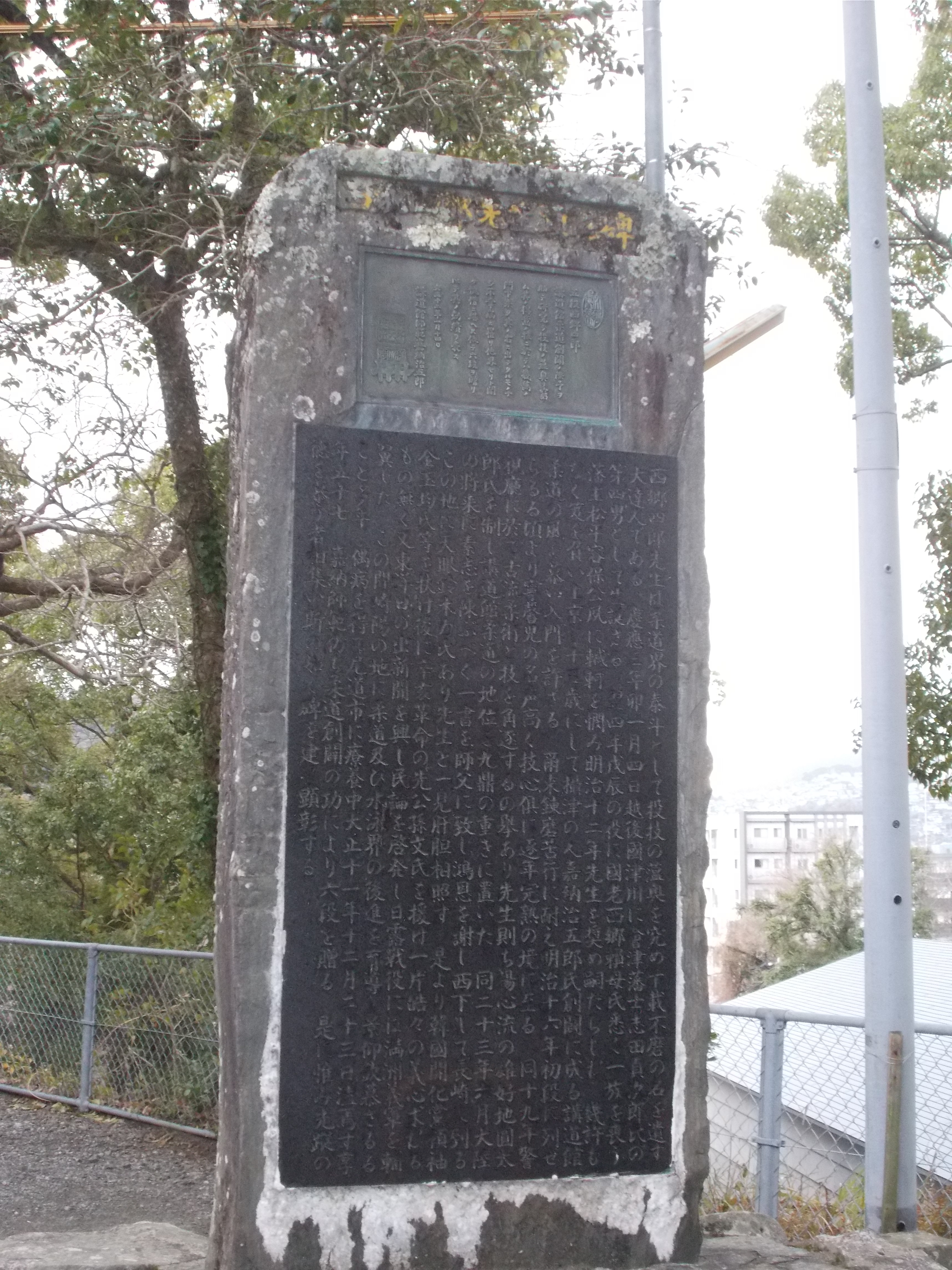
西郷四郎先生顕彰之碑（長崎市諏訪体育館前）

1923年（大正12年）、尾道水道を見下ろす山の裾浄土寺に「西郷四郎逝去の地」と刻んだ記念碑が建てられ、治五郎は四郎の碑に「講道館柔道開創ノ際 予ヲ助ケテ研究シ 投技ノ薀奥ヲ窮ム 其ノ得意ノ技ニ於テハ 幾万ノ門下未ダ其ノ右ニ出デタルモノナシ 不幸病ニ罹リ他界セリト聞ク エン惜ニ堪エズ 依テ六段ヲ贈リ以テ其ノ効績を表ス 大正十二年一月十四日 講道館師範 嘉納治五郎」と刻んでいる。碑の左横に揚札があり、そこには「西郷四郎先生は日本柔道界の奇才で嘉納治五郎師範が講道館を創立した当時、それを助けて、日本柔道を大成した人です。小柄な体躯でしたから特技『山嵐』の大業は当時天下無敵といわれました。小説、映画で有名な『姿三四郎』は先生が『モデル』でした。大正九年、神経痛療養のため、尾道に来て、この上の吉祥坊（浄土寺の末寺で今は廃寺）の仮萬し養生につとめましたが、大正11年十二月二十三日、五十七歳でなくなりました。この日本柔道界の偉傑を永遠にしのぶため、故人ゆかりの地にこの記念碑を建てたのです 西郷四郎四十周忌法要委員会」と書かれている。
戦時中の1943年（昭和18年）、黒澤明監督によって藤田進が演じた『姿三四郎』によって藤田進という特異な俳優が生まれ、"世界のクロサワ"が誕生した。この映画に刺激され戦後幾度の柔道映画が製作されたが、これを超える映画は現れることはなかった。
小柄で強い柔道家を「○○の三四郎」と呼称するのは、四郎がモデルとなった『姿三四郎』の影響によるものである。四郎自身の体格は、身長が五尺一寸（約153cm）、体重は十四貫（約53kg）だったと伝わる。
1962年（昭和37年）秋に公開された松山善三監督の『ぶらりぶらぶら物語』（東宝）に小林桂樹が尾道浄土寺道で荷車を押すシーンがあり、カメラが少し右に動いていたら西郷四郎記念碑が映っていた。同年12月23日、西郷四郎四十周忌にあたり尾道の有志が集まり、西郷四郎追悼法要が行われた。

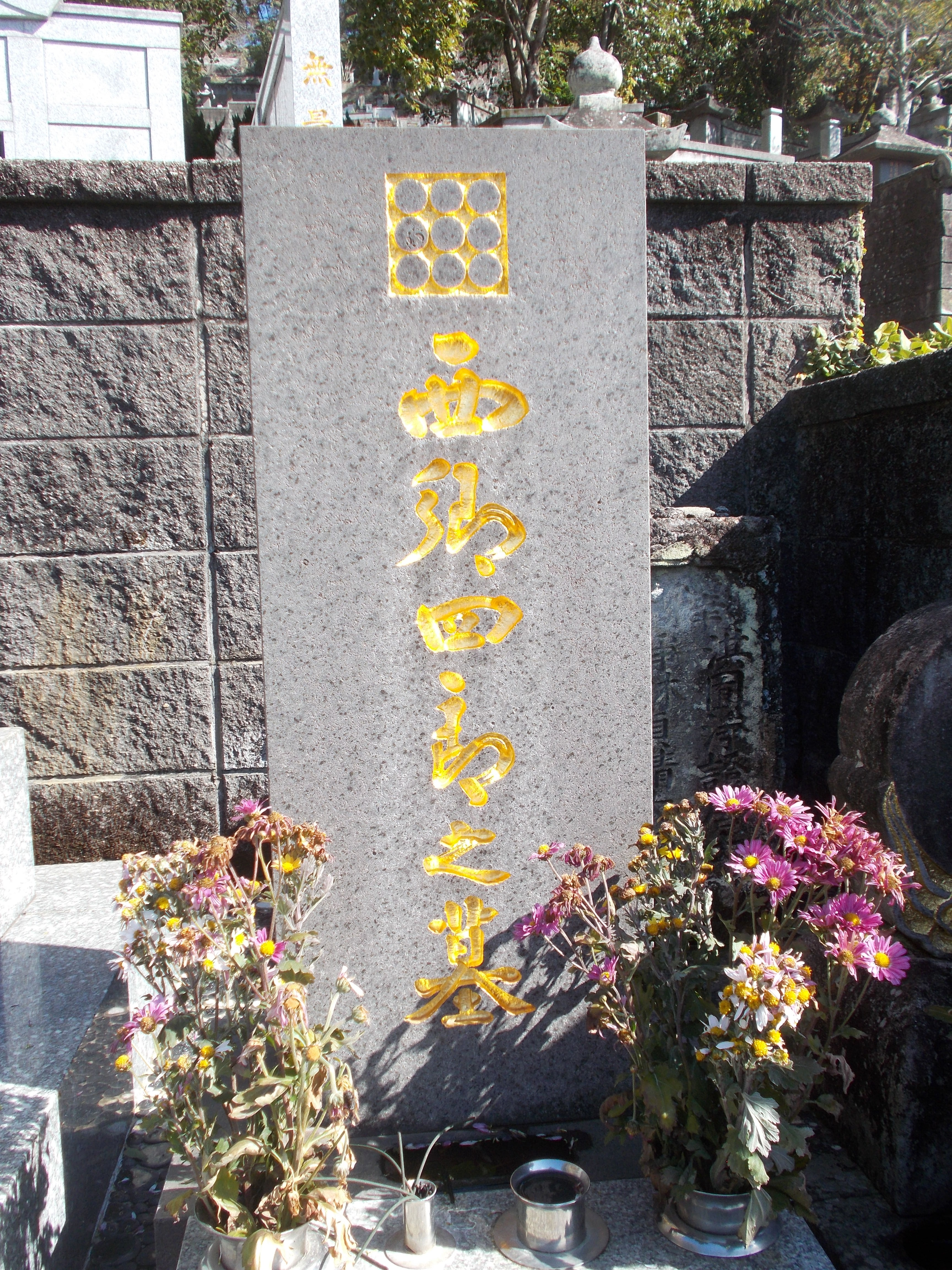
西郷四郎の墓（長崎市の大光寺）

## 得意技、山嵐
四郎の得意技は一閃必投の妙技とも呼ばれた「山嵐」だが、これは幼少のころから漁船上で仕事をしていた影響で身についた「タコ足（足指が吸盤のような強い力を持っていたことから、この名で呼ばれる）」を生かしたため、相手の足を刈る際の技の切れは他者よりも格段に鋭かったと言われる。その技は嘉納治五郎に「ソノ得意ノ技ニ於テハ幾万ノ門下イマダ右ニ出デタルモノナシ」と言わしめた。
平成26年、柔道家溝口紀子の論文に、西郷四郎の「山嵐」は古流柔術真楊流、楊心流で「山落し」と称されていた従来の技に嘉納治五郎が新たに「山嵐」と命名したもの、と発表している。
一方、ライターの治郎丸明穂によると、ある大東流合気柔術の関係者は、西郷四郎の山嵐は講道館やIJFがいう山嵐と異なり、大東流の四方投げを改良したものだ、という説を持っている。西郷四郎を養子とした西郷頼母は大東流の継承者であった。四方投げの様に相手の腕を耳の方向に曲げた後、大外刈をおこなうのが西郷四郎の山嵐だという説である。1978年の勝野洋主演のテレビドラマ『姿三四郎』ではこのタイプの山嵐が演じられている。しかし、これは富田常雄の父であり西郷四郎の友人だった富田常次郎が書き残した山嵐の描写と、相手が大きく宙を舞う、左手で相手の左奥襟を取る、ことが異なっている。

## 大東流合気柔術との関係
大東流合気柔術の主張する伝承史によると、西郷四郎の養父である頼母は、武田惣角に会津藩に伝わる大東流合気柔術（合気道の元となった武術）を伝授したとされている。
西郷頼母研究家牧野登は『会津人群像22号』(2012)に、保科近悳生涯日誌の全人646名に武田惣角、武術指導の記録は確認されていない。大東流の歴史は保科と武田による仮託（創作）と全面的に訂正し、「山嵐」は四郎独自の技と発表した。
池月映は『合気の武田惣角』(2015)、『会津雑学Ⅱ』(2021)に、保科近悳（西郷頼母）日光東照宮禰宜の写真は身長140cm、体格、眼力などから武術を長年鍛錬した達人とは思えない。武田惣角に合気柔術を教えた伝承もあるが、修行したとされる霊山寺修験道場は江戸時代以降存在していない。武田惣角に大東流の流派名、歴史、和歌を与えたが、御式内（合気柔術）を教えた証拠はない。合気の意味（由来）は修験道の気合術の気合・合気から引用したものであると発表した。その結果、会津若松市の人物紹介「西郷四郎」、会津坂下町の人物紹介「武田惣角」は訂正されている。
上述の様に、得意技の山嵐は大東流の四方投げを改良したもの、という説もある。

## 西郷四郎をモデルとしたフィクション作品
小説
- 富田常雄『姿三四郎: 全』春歩堂、1951年。[7]
- 『坊っちゃん』 - 夏目漱石の小説

登場人物の数学教師「山嵐」は西郷四郎をモデルの一人としているという説がある。
この説を取り、1981年のテレビアニメ『日生ファミリースペシャル 姿三四郎』では、西郷四郎をモデルとした主人公・姿三四郎の親友の役として夏目金之助（夏目漱石）が登場している。
- 尾崎秀樹『帰る雁がね-黒帯三国志-』サンケイ出版、1984年3月10日。 - 西郷頼母の実子説に基づく西郷四郎が主人公の柔道小説
- 『東天の獅子』 - 夢枕獏の小説

映画
- 『姿三四郎』 - 富田常雄の小説を原作とする
- 『柔道一代』シリーズ - 西郷をモデルにした本郷四郎 （演：千葉真一） を主人公にした作品

ドラマ
- 『姿三四郎』 - 富田常雄の小説を原作とする
- 『柔道一代』 （1962年 - 1964年、TBS） - 西郷四郎をモデルにした郷文四郎が登場する（演：高島新太郎）

漫画
- 『陸奥圓明流外伝 修羅の刻』 西郷四郎編 - 川原正敏の漫画。
- 『黒帯疾風録』 - 橋本一郎原作、ほんまりう作画の漫画。
- 『小さな巨人』 - バロン吉元の漫画。
- 『東天の獅子』 - 原作：夢枕獏『東天の獅子 天の巻・嘉納流柔術』、作画：青野てる坊の漫画。双葉社『週刊大衆』(2025年2月3日号 -) 2025年1月20日 - 連載中。

## その他
猫が空中反転する着地から着想を得て、高度な受身を身に着けたという関口氏心（号・柔心、関口新心流の開祖）の伝説を受けて、西郷四郎も「猫の三寸返り」等と呼ばれる受身を身に着けたという説話がある。西郷四郎を登場人物とする創作物では、山嵐と共に「猫の三寸返り」は四郎の得意技と描写されることが多い。
アニメ作品『いなかっぺ大将』では田舎から上京した主人公の柔道少年・風大左衛門は、師匠のニャンコ先生から必殺技「キャット空中三回転」を習得するが、関口柔心や西郷四郎の説話から着想を得ている。
会津武家屋敷には西郷四郎像がある。
『柔道家西郷四郎の真実と鈴木天眼』では西郷頼母の実子説がとなえられた 。一方、『会津人群No.45』はこの説を否定した。また、同資料では山嵐は四郎の創意工夫の技である説、甥井深彦三郎、西郷頼母が西郷四郎の講道館出奔に影響を与えたことが述べられた。。